# Haegue Yang

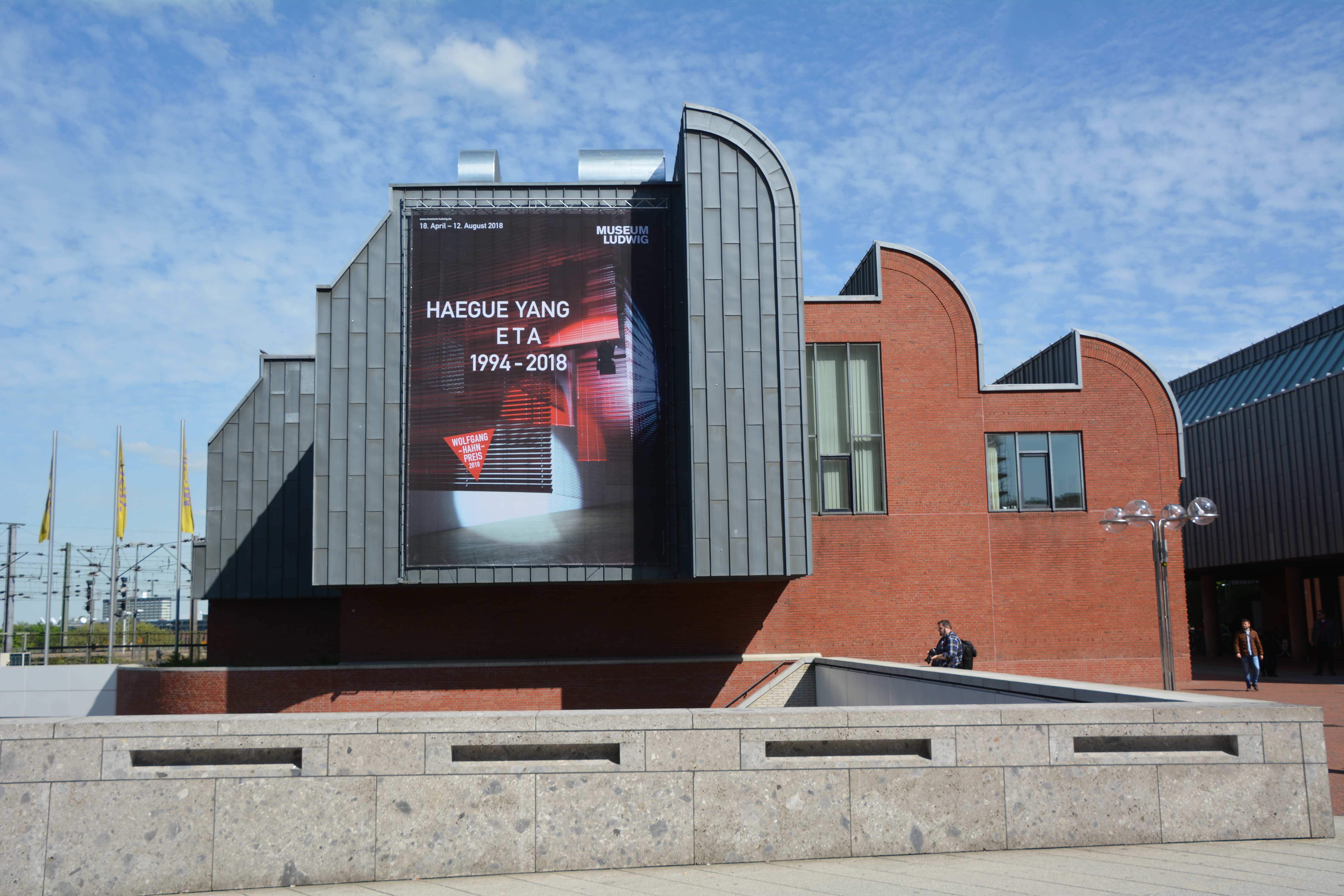
Museo Ludwig Haegue Yang

Haegue Yang (Hangul: 양혜규) (Seúl, 12 de diciembre de 1971) es una artista contemporánea surcoreana. 
Vive y trabaja en Berlín y Seúl. Yang a menudo utiliza objetos caseros en sus trabajo, les aplica nuevas connotaciones y significados, con el objetivo de liberarlos de su contexto funcional a través de "procesos lingüísticos y didácticos".

## Biografía
Yang nació en Corea del Sur en 1971. Su padre, Hansoo Yang, es periodista y su madre, Misoon Kim, es escritora. Yang recibió su Bachelor of Fine Arts Degree (B.F.A.). En 1994 de la Universidad Nacional Seúl en Corea. En 1999, recibió su Maestría (Meisterschüler) en la Städelschule de Fráncfort del Meno en Alemania. Yang trabaja en Berlín y Seúl. Su estudio principal está localizado en Kreuzberg, Alemania.

## Carrera
Después de diplomarse en bellas artes, Yang se mudó a Berlín y empezó su carrera artística hacia finales de los 90. Es conocida por su uso creativo de persianas en sus trabajos. Utiliza materiales y objetos mundanos para crear “instalaciones complejas y matizadas formadas a partir de poesía, política y emociones humanas”. Entre sus numerosas piezas de arte, ha trabajado con tendederos de ropa, luces decorativas, calentadores infrarrojos, difusores de fragancia y ventiladores industriales.
Yang ha exhibido en varios países que incluyen Estados Unidos, Francia, Italia, Inglaterra, España, China y Japón. También ha escrito y colaborado en publicaciones respecto a sus exposiciones. En 2013, Yang tuvo siete exposiciones individuales en tres continentes, tres publicaciones y algunas exposiciones grupales. Yang participó en el 2006 en la Bienal de Arte de São Paulo, el 55.º Carnegie Internacional en Pittsburgh; en la Trienal de 2008 en Turín; representó a Corea del Sur en el 53.ª Bienal de Venecia en 2009; y participó en dOCUMENTA (13) en Kassel, Alemania en 2012. La primera exposición de Yang en los Estados Unidos fue "Brave New Worlds", en el Centro de Arte Walker en Minneapolis, Minnesota en 2007. En 2015, Haegue Yang participó en la Bienal de Lyon; el Sharjah Bienal y la 8ª Trienal de Asia Pacífico de Arte Contemporáneo. El artista también tuvo exposiciones institucionales en Asia, en el Ullens Centro para Arte Contemporáneo, Beijing, y el Leuum, Samsung Museo de Arte, Seúl.

## Exposiciones

### Arrivals (2011)
Para esta exposición individual, Yang ocupó tres pisos de la galería en Kunsthaus Bregenz. En el primer piso, exhibió trabajos pasados incluyendo "Pesca" (1995), una pequeña pintura de laca, una trilogía de vídeo: Unfolding Places (2004), Restrained Courage (2004) y Squandering Negative Spaces (2006), Gymnastics of the Foldables (2006) y Three Kinds in Transition (2008). En el segundo piso, su instalación de persianas Cittadella (2011), ocupó el piso entero. En el tercer piso, Yang instaló una exposición Warrior Believer Lover (2011) que constó de treinta y tres esculturas ligeras construidas en pedestales con ruedas.

### Approaching: Choreography Engineered in Never-Past Tense (2012)
Esta exposición era parte de dOCUMENTA (13) en Kassel, Alemania. Documenta es una exposición de arte llevada a cabo cada cinco años en Kassel que exhibe arte moderno y contemporáneo. La exposición de Yang consistió en persianas automatizadas que llevaban a cabo una coreografía que consistía en moverse en diferentes patrones que se repetía nuevamente una vez finalizada.

## Obras

### Accommodating the Epic Dispersion – On Non-cathartic Volume of Dispersion (2012)
Esta pieza de arte fue expuesta en el Haus der Kunst como parte de la exposición Der Öffentlichkeit – von den Freunden Haus der Kunst. Yang utilizó persianas colgadas del techo en varios ángulos. Dependiendo de donde el visitante observe, las persianas aparecen opacas, semi-opacas o transparentes. El título de la obra de arte fue escogido para representar las narrativas de personas de la diáspora. Por ejemplo, Yang leyó las biografías de figuras como el ensayista coreano-japonés Kyungsun Suh, y del autor judeo-italiano, Primo Levi.

### Sonic Figures (2013)
Para esta serie de trabajos, Yang estuvo influida por el "Ballet Triádico" de Oskar Schlemmer de 1922. Sonic Figures son esculturas intrincadas hechas usando campanas de latón sobre postes de acero. Estos trabajos eran parte de una exposición llamada Journal of Echomimetic Motions expuesta en Bergen Kunsthall, Bergen, Noruega.

### The Malady of Death
A principios de 2010 durante su residencia en el Centro de Arte Walker en Minneapolis, Estados Unidos, Haegue Yang escenificó una serie de lecturas de la novela de 1982, La Maladie de la mort (The Malady of Death, El mal de la muerte) de la escritora francesa Marguerite Duras. Cada lectura ha sido en diferentes idiomas, a menudo lenguas locales, con un intérprete diferente y con varios arreglos visuales. El resultado performativo de La Maladie de la mort es autónoma de la estética de otras obras de Yang.
The Malady of Death ha sido representada en el Centro de Arte Walker, Minneapolis (2010); en el Centro de Artes Namsan, Seúl (2010); y dOCUMENTA (13), Kassel, (2013); y más recientemente en Móvil M+: Live Art, Hong Kong (2015).).

## Premios
- 2005 Premio Cremer, Stiftung Sammlung Cremer, Münster, Alemania
- 2007 Bâloise Prize, Kunsthalle, Hamburgo, Alemania